# Bukar sadong bidayuh
Le bukar sadong bidayuh est une langue austronésienne parlée en Malaisie, dans l'État de Sarawak, dans le district du Haut Sadong, ainsi qu'en Indonésie, dans le Kalimantan. La langue appartient à la branche malayo-polynésienne des langues austronésiennes.

## Classification
Le bukar sadong bidayuh est une des langues dayak des terres, un groupe des langues malayo-polynésiennes occidentales.

## Phonologie
Les tableaux présentent la phonologie du bukar sadong bidayuh parlé dans le « kampong » de Tapuh, au Sarawak.

### Voyelles
|         | Antérieure | Centrale | Postérieure |
| ------- | ---------- | -------- | ----------- |
| Fermée  | i [i]      | ɨ [ɨ]    | u [u]       |
| Moyenne | e [e]      | ə [ə]    | o [o]       |
| Ouverte |            | a [a]    | ɔ [ɔ]       |

### Consonnes
|              |              | Bilabiales | Alvéolaires | Dorsales | Dorsales | Glottales |
| ------------ | ------------ | ---------- | ----------- | -------- | -------- | --------- |
| Palatales    | Vélaires     | Bilabiales | Alvéolaires |          |          | Glottales |
| Occlusives   | Sourde       | p [p]      | t [t]       |          | k [k]    | ʔ [ʔ]     |
| Occlusives   | Sonore       | b [b]      | d [d]       |          | g [g]    |           |
| Fricative    | Fricative    |            | s [s]       |          |          | h [h]     |
| Affriquée    | Sourde       |            |             | c [t͡ʃ]   |          |           |
| Affriquée    | Sonore       |            |             | j [d͡ʒ]   |          |           |
| Nasale       | Nasale       | m [m]      | n [n]       | ñ [ɲ]    | ŋ [ŋ]    |           |
| liquide      | liquide      |            | l [l]       |          |          |           |
| roulée       | roulée       |            | r [r]       |          |          |           |
| Semi-voyelle | Semi-voyelle | w [w]      |             | y [j]    |          |           |

## Particularités
Comme dans d'autres langues de Bornéo, on rencontre un trait particulier, la « préplosion » des nasales finales. On trouve dans le parler de Tapuh /-pm/ , /-tn/ et /-kŋ/ .

## Sources
- (en) Topping, Donald M., A Dialect Survey of the Land Dayaks of Sarawak, Language and Oral Traditions in Borneo. Selected Papers from the First Extraordinary Conference of The Borneo Reasearch Council, Kuching, Sarawak, Malaysia, August 4-9, 1990, pp. 247-274, Williamsburg, Borneo Research Council, 1990,  (ISBN 0-9629568-6-4)